# Paul René Machin
Paul René Machin (* 1918; † 2003) war ein französischer Schriftsteller, Dichter, Professor für Mathematik und Historiker, der in Lure (Département Haute-Saône, Frankreich) lebte. Machin war Oberstleutnant der französischen Armee.

## Werke
- Prof de maths. Nouvelles Editions Debresse-Paris, 1974.
- Castra Vetera ou Civilis le Batave. Roman historique (1956); éditeur: Lettres Du Monde, 1994, ISBN 2-7301-0063-6
- A la recherche d’Alesia: suivons César. Editeur: Mae Erti, 1997, ISBN 2-903524-85-8.
- Le dernier été d’Alesia. Editeur: Mae Erti -Collection: Vers La Vérité, 1997, ISBN 2-903524-70-X.
- Sur les routes de feu. Carnet de guerre, 1940.
- De l'aube au crépuscule: poèmes. 1977.
- France et armée. Editeur: Lettres Du Monde, 1989, ISBN 2-7301-0029-6.
- Mémoire et témoignage, le groupement FFI „L“ (Lure) et ses maquis dans l'été de la Libération. Editeur: Mae Erti, 2000, ISBN 2-84601-685-2.
- Djebel 56. Editeur: Lettres Du Monde, 1978, ISBN 2-7301-0009-1.
- Détresse sur la ligne 16 et autres nouvelles. Prix Louis Pergaud 1969; éditeur: Lettres Du Monde, 1991, ISBN 2-7301-0039-3.
- Rêves et destins. Poèmes, 1989, ISBN 2-7301-0025-3.
- Les collégiens. Roman, 1952.
- Arc-en-ciel. Poèmes; Prix littéraire 1971 de l’Amicale des Belles Lettres du Territoire de Belfort.
- Au-delà des jours. Poèmes; Prix des poètes de l’Est, 1970; éditeur: Montdidier.
- Les chefs nécessaires. Etude.
- Georges Colomb, Christophe, enfant de Lure et père du sapeur Camember. Biographie historique; éditeur: Lettres Du Monde, 1990, ISBN 2-7301-0016-4.